# Бонерат
Бонерат (нем. Bonerath) — коммуна в Германии, в земле Рейнланд-Пфальц. 
Входит в состав района Трир-Саарбург. Подчиняется управлению Рувер.  Население составляет 254 человека (на 31 декабря 2010 года). Занимает площадь 4,25 км².